# Krieglach
Krieglach es una localidad del distrito de Bruck-Mürzzuschlag, en el estado de Estiria, Austria, con una población estimada a principio del año 2018 de 5305 habitantes. 
Se encuentra ubicada al norte del estado, cerca de la frontera con el estado de Baja Austria y al norte de Graz —la capital del estado—.